# Елбертон (родовище гранітів)
Елбертон (англ. Elberton) — найбільше у світі родовище сіро-блакитних гранітів. Розташоване в США, поблизу міста Елбертон на відрогах Аппалачів. Розробляється на блоковий камінь з 1889 року.

## Характеристика
Наприкінці XX століття на родовищі діяло 35 кар'єрів з сумарною продуктивністю 50 тисяч м³. на рік та близько 100 каменеобробних заводів, які належали 70 фірмам, що входять у асоціацію «Elberton Granite Association S».

## Технологія розробки
Глибина окремих кар'єрів — до 50 м. Середній вихід блоків на родовищі — 35 %